# Масакі Ямада
Масакі Ямада (яп. 山田正紀) — відомий японський письменник — автор наукової фантастики, перекладач наукової фантастики.

## Народження
Масакі Ямада народився 16 січня 1950 року в місті Наґоя.

## Творчість
М. Ямада став першим японським письменником — фантастом. В липні 1974 р. він написав перший свій твір «Kamigari» («Godhunting»). В ньому постають божества і надприродні істоти стародавньої міфології. Автор продовжить цю тему в багатьох наступних роботах: Hōseki Dorobo «Jewel Thief» (1980), який також виграв Seiun. При цьому, він вивчав економіку в університеті Мейдзі.
Серед ранніх робіт можна виділити трилер «Умисне вбивство шахової гри» (1976 р.), а також — роман 1980 року — Афродіта, що було перекладено на англійську мову в 2004 році. В цих трилерах головними героями постають японські військові, а також міжнародне шпигунство, дипломатія в перемішку з деякими дрібними злочинами.
До початку 1980-х років М.Ямада зайняв чільне місце серед інших японських письменників в жанрі наукової фантастики. Його наступний роман Kau no Nai Kamigami «Боги без осіб», що був опублікований з грудня 1984 по січень 1985 рр., представив альтернативну історію 1970-х років, коли скачки цін на нафту і рецесії в поєднанні зі зростанням тисячолітньої культу Афганістану, наближали кінець світу.
Подальша робота письменника була збагачена новим напрямом Technothrillers, а також кілька романів кіберпанку. В цих романах головні герої з міфологічних тем були направлені в кіберпростір. Серед них, «Juke Box» (1990) пронизана ностальгією по американській поп-музиці. Головні герої гинуть в результаті пожежі в будинку для літніх людей, але згодом виявляється, що їх духи якось трансформуються в новому світі.
На думку дослідників творчості, найбільш амбітною роботою М.Ямада, став твір «Ada» (1994). В ньому створена віртуальна реальність руйнує кордон між правдою і вимислом. Головна героїня Ада Байрон, вона ж, історична графиня Лавлейс (1815—1852), з допомогою Чарльза Беббіджа, винаходить в далекому майбутньому квантовий комп'ютер.
Найвідоміша робота М.Ямада є Kishin Heidan («Машина-солдат») (1990—1994 рр.). Це альтернативна історія 1940-х років, коли інопланетяни нападають на Північний Китай в 1937 році. Як і багатьох інших японських гіпотетичних ситуаціях автор спритно переосмислив військові події Другої світової війни. В романі також показано відносини двох провідних дам: підлої нацистки Єви Браун та її позитивної сестра Марії, що була на боці союзників.
Масакі Ямада написав також твори «Дух в обладунку 2: Невинність» та «Ghost in the Shell».

## Нагороди
Він став переможцем японської премії письменників, що пишуть у жанрі наукової фантастики Nihon SF Taisho Award. Крім того, М.Ямада тричі отримував премію письменників — фантастів «Сейун».

## Переклади англійською мовою
Романи:
- Афродіта (Kurodahan Press, 2004)
- Дух в обладунку 2: Невинність: Після того, як Довге прощання (Viz Media, 2005 ISBN 1421501562, 2007 ISBN 1421513943)

Оповідання:
- «The Import of Tremors» (Lairs of the Hidden Gods, Volume 1: Night Voices, Night Journeys, Kurodahan Press, 2005)[4]
- «Срібна куля» (Speculative Japan 3, Kurodahan Press, 2012)[5]